# Голубенко-Бакунчик Георгій Андрійович
Гео́ргій Андрі́йович Голубе́нко-Баку́нчик (23 жовтня 1947, Одеса, Українська РСР, СРСР — 1 грудня 2014, Одеса, Україна) — український письменник-гуморист, драматург, сценарист, один з творців Гуморини, заслужений діяч мистецтв України (1995), 2007 — нагороджений почесною відзнакою міського голови Одеси «За заслуги перед містом».

## З життєпису
Є автором книги «Руде місто», оповідання з якої лягли в основу написаного у співавторстві з Володимиром Аленіковим сценарію фільму «Посмішка Бога, або Чисто одеська історія».
Входить до складу керівництва благодійного фонду «Майбутнє» для дітей-інвалідів, також відомого як «Будинок з ангелом» Бориса Літвака.
Написаний ним монолог «Про красу», також відомий як «Дзеркало», був виконаний Яніславом Левінзоном у складі команди КВК «Одеські джентльмени» в сезоні 1986—1987 років.
Найкращі його твори склали репертуар одеського шоу-театру «Рішельє».
Написав п'єси:
- «Старі будинки» — спільно з Валерієм Хаїтом та Леонідом Сущенком,
- «Таланти і полковники»,
- «Кабаре Бені Кріка»,
- «Королева Молдаванки»;

Спектаклі:
- «Тихо, ша, ми їдемо в США!..» — 1989,
- «Сміхачі на даху»,
- «Нові одеські оповідання»;

Сценарії:
- «Посмішка Бога, або Чисто одеська історія» — спільно з Володимиром Аленіковим, 2008 — екранізований
- I і II Міжнародного телефестивалю гумору «Майстер Гамбс» — спільно з Ігорем Кнеллером.

Керівник громадської організації «Одеський світовий центр гумору».